# تبدل الشرايين الكبرى اليميني
تبدل الشرايين الكبرى اليميني أو التبدل الكامل للشرايين الكبرى (بالإنجليزية: dextro-Transposition of the great arteries)‏ (d-TGA)، هو نوع من أنواع عيوب القلب الخلقية الزراقية في الشرايين الكبرى للقلب، حيث يتبادل فيه الشريان الأبهر المكان مع الشريان الرئوي. ويسمى عيبًا خلقيًا زراقيًا نظرًا لحدوث فقر في إرواء جسم الطفل الوليد بالأكسجين مما يؤدي إلى تحوله إلى اللون الأزرق.

## نظرة عامة

### الوصف
في القلب الطبيعي يقوم الجزء الأيمن من القلب بضخ الدم الأزرق المنضب من الأكسجين عبر الشريان الرئوي إلى الرئتين حيث يتم تشبيعه بالأكسجين. ويعود هذا الدم الذي أصبح لونه أحمر مرة أخرى من خلال الأوردة الرئوية إلى الجزء الأيسر من القلب الذي يقوم بدوره بضخ هذا الدم المشبع بالأكسجين إلى بقية الجسم عبر الشريان الأبهر، بما فيه عضلة القلب نفسها.
بينما في القلب المريض بتبدل الشرايين الكبرى يقوم الجزء الأيمن من القلب بضخ الدم الأزرق العائد من الجسم فقيرًا بالأكسجين مباشرةً عبر الشريان الأبهر إلى الجسم مرة أخرى بما فيها عضلة القلب نفسها، متجنبًا بذلك الرئتين تمامًا. بينما يقوم الجزء الأيسر من القلب بضخ الدم الأحمر العائد لتوه من الرئتين محملًا بالأكسجين إلى الرئتين مرة أخرى عبر الشريان الرئوي. خالقًا بذلك دورتين دمويتين منفصلتين على التوازي، على عكس القلب الطبيعي.

### الأنواع والعيوب المشابهة

#### موضع الشرايين بالنسبة لبعضهم البعض
اختلاف أشكال الحاجز الأذيني و/أو المجرى البطيني الخارج يؤثر على موضع الشريان الأبهر والشريان الرئوي بالنسبة لبعضهم البعض. ففي أغلبية حالات تبدل الشرايين الكبرى نجد أن الشريان الأبهر يكون عادة إلى الأمام يمينًا بالنسبة للشريان الرئوي، ولكن يحتمل أيضًا أن تجده إلى الأمام مباشرةً أو إلى الأمام يسارًا. يمكنك أيضًا أن تجد الشريانين متجانبين ونادرًا يمكن للشريان الأبهر أن يكون محوطًا للشريان الرئوي من الجانبين، وفي هذه الحالة يلاحظ وجود اختلال في توزيع الشرايين التاجية. قد تجد أيضًا في بعض الحالات الشريان الأبهر إلى الخلف يمينًا بالنسبة للشريان الرئوي 
.

#### تبدل الشرايين الكبرى اليميني البسيط والمعقد
عادة ما يصاحب تبدل الشرايين الكبرى اليميني عيوبًا خلقية أخرى في القلب، أشهرهم التحويلات القلبية مثل عيب الحاجز الأذيني واستدامة الثقبة البيضوي وعيب الحاجز البطيني والقناة الشريانية المفتوحة بالإضافة إلى تضيق الأوعية أوالصمامات. يصنف تبدل الشرايين الكبرى اليميني بالبسيط إذا لم يصاحبه أي من هذه العيوب الخلقية الأخرى، أما إذا وجد أي من هذه العيوب أيضًا فحينئذ يسمى النوع المركب. وعلى الرغم مما قد يوحي به الاسم، فإن مريض النوع المركب من هذا المرض يكون له فرصة أفضل بكثير من النوع البسيط في البقاء على قيد الحياة والنمو الطبيعي، ويتطلب عدد أقل من العمليات التلطيفية من ذلك الذي يتطلبه مريض النوع البسيط. ويعزى سبب ذلك لكون النوع المركب الذي يحوى على تحويلات قلبية تقوم بتحويل كمية لا بأس بها من الدم الأحمر المؤكسج الموجود في الجهة اليسرى من القلب إلى الجهة اليمنى حيث يتم ضخها إلى بقية الجسم مما يلطف درجة نقص الأكسجين في أنسجة الجسم. ولكن هناك خطرًا إضافيًا أيضًا في النوع المركب حيث أن كثرة العيوب الخلقية المطلوب إصلاحها في ذات الوقت يزيد من مدة العملية التصحيحية ولو قليلًا.

## الأعراض والتشخيص

### مرحلة ما قبل الولادة
نظرًا لعدم حاجة الجنين لاستخدام رئتيه داخل الرحم فإن الطفل المريض بتبدل الشرايين الكبرى اليميني لا يظهر عليه أية أعراض على الإطلاق قبل الولادة، ذلك لأن المشيمة تقوم بتوصيل الأكسجين من الأم للجنين من خلال الحبل السري. حيث يستفيد قلب الجنين من وجود تحويلتين قلبيتين طبيعيتين تمكنانه من تجنيب الدم المؤكسج العائد من الحبل السري من دخول الرئتين. وهما الثقبة البيضوية والقناة الشريانية. وعندما يولد الطفل ويبدأ في التنفس تقوم هاتين التحويلتين بالانغلاق من تلقاء نفسهما. الثقبة البيضوية هي عبارة عن ثقبة في جدار الحاجز الأذيني والتي تسمح بسريان الدم من الأذين الأيمن إلى الأذين الأيسر. يمتلئ الأذين الأيسر بالدم العائد من الرئة بعد الولادة فتنغلق هذه الثقبة تلقائيًا. أما القناة الشريانية فهي عبارة عن وصلة صغيرة لها تركيب يشبه تركيب الشرايين توصل بين الشريانين الأبهر والرئوي، ونظرًا لكون ضغط الدم داخل الشبكة الدموية الرئوية عاليًا قبل الولادة فإن هذه الوصلة تسمح بهروب الدم من جذع الشريان الرئوي إلى الشريان الأبهر. ينخفض بعد الولادة ضغط الشبكة الدموية داخل الرئة فيصبح من السهل على الدم الموجود في الشريان الرئوي السريان إلى داخل الشبكة الرئوية بدلاً من الهروب إلى الشريان الأبهر عن طريق هذه القناة. فينعدم سريان الدم داخل القناة الشريانية فتنغلق تلقائيًا. يمكن أحيانًا أن تفشل أي من هاتين التحويلتين أو كلاهما في الانغلاق بعد الولادة. وعندئذ يطلق عليهما الثقبة البيضوية المستدامة والقناة الشريانية المفتوحة.

### الأعراض
يظهر الزراق في المناطق الطرفية في الجسم مثل أطراف أصابع اليدين والقدمين وحول الفم والشفتين وذلك نظرًا لنقص تشبع الدم بالأكسجين وبعد هذه المناطق عن القلب فتكون كميات الأكسجين التي تصل إلى الشرايين الطرفية قليلة جدًا. يحدث للأطفال المصابين بهذا المرض انقباضا تحت القفص الصدري بالإضافة إلى تسارع في التنفس وذلك نتيجة لانعكاس استتبابي يقوم به الجهاز العصبي الذاتي كرد فعل لنقص الأكسجين. يصاب هؤلاء الأطفال بالإعياء والضغف بسهولة خصوصًا أثناء الرضاعة أو اللعب. ويساهم عدم انتظام التغذية مع نقص الأكسجين في حدوث فشل النمو. يصبح الطفل معرضًا لنوبات الإغماء وتعجر أصابع اليدين والقدمين إذا لم يتم تشخيصه وعلاجه مبكرًا.

### التشخيص
يمكن أحيانًا تشخيص تبدل الشرايين الكبرى اليميني قبل الولادة، وذلك باستخدام الموجات فوق الصوتية بعد الأسبوع ال18 من الحمل. ولكن إذا لم يتم تشخيصه أثناء فترة الحمل، تظهر أعراضه على الفور بعد الولادة في صورة زراق كامل لجسم الطفل (متلازمة الطفل المزرق) ويثير ذلك انتباه الأطباء على الفور لوجود مشكلة في جهاز الدوران (الدورة الدموية) لدى الطفل الوليد. يقوم الأطباء عادةً بفحص الرئتين أولًا ومن ثمّ القلب إذا لم يظهر الفحص أية مشاكل في الرئتين. يكون فحص القلب في الأساس بالموجات فوق الصوتية ( ويسمى تخطيط صدى القلب) ، وقد يفيد أحيانًا تصوير الصدر بالأشعة السينية وتخطيط كهربية القلب في التوصل للتشخيص أو توكيده ولكن هذين الفحصين قد لا يظهر فيهما أية دوال على وجود المرض في أحيان كثيرة. يمكن أيضًا في بعض الأحيان سماع صوت لغط انقباضي (نفخة انقباضية) على القلب بالفحص السريري فقط في حال كان تبدل الشرايين الكبرى اليميني من النوع المركب وكان يصحبه ثقب في الحاجز البطيني وضيق في الصمام الرئوي.
يمكن نادرًا أن تمر الأعراض المبدئية بدون أن تكتشف (وذلك في حال كان ثقب الحاجز البطيني كبيرًا وعدم وجود انسدادا معتبرًا في في مخرج البطين الأيسر) وقد يتم صرف الطفل مع أسرته من المستشفى بدون علاج، أو يتم تأخير التشخيص في حال كان الطفل مولودًا في المنزل. يصعب في هذه الحالة على غير المتخصص أن يلاحظ أعراض المرض إلى أن يصل الوليد إلى درجة متوسطة أو عالية من القصور القلبي كنتيجة لمحاولة القلب العمل بأقصى قدرة لضخ كمية أكبر من الأكسجين إلى الجسم بدون طائل. يؤدي هذا الجهد القلبي الزائد إلى حدوث تضخم في عضلة القلب وقد يصل الأمر إلى توقف كامل لعضلة القلب إذا لم يتم اكتشاف الأمر ومعالجته في الوقت المناسب.

## المآل
في النوع البسيط من تبدل الشرايين الكبرى اليميني إذا تم السماح للثقبة البيضوية والقناة الشريانية بالانغلاق طبيعيًا، قد لا يعيش الطفل حتى موعد الجراحة التصحيحية. بينما في النوع المركب قد يعيش الطفل حتى عمر سنة بدون أن يتم عمل الجراحة له ولكنه سوف يصاب بفشل النمو. وفي معظم الأحوال قد تتدهور حالة الطفل بحيث لا تسمح بالجراحة إذا لم يتم إجراء العملية في السنة الأولى من حياته.
يحدث تخالط بين الدم الأحمر والأزرق طالما ظلت الثقبة البيضوية والقناة الشريانية مفتوحتان، مما يسمح لكميات قليلة من الأكسجين بالوصول إلى الجسم. في حال استدامة الثقبة البيضوية والقناة الشريانية كعيوب خلقية وصاحبهما ثقب في الحاجز الأذيني أو البطيني، يسمح هذا لدرجة أعلى من التخالط بين الدم الأحمر والأزرق مما يؤدي لتوصيل كميات أكبر من الأكسجين إلى الجسم، ولكن هذا قد يعقد ويزيد من مدة الجراحة التصحيحية وقد يؤدي في حد ذاته إلى ظهور أعراض. من حسن الحظ أن التقنيات الحديثة في الجراحة التصحيحية والتي تتم في الإطار الزمني المناسب وبدون مضاعفات إضافية لها نسب عالية جدًا من النجاح.

## العلاج
إذا تم تشخيص المرض في مستشفى عادي أو في عيادة يتم نقل الطفل على الفور مستشفى للأطفال وذلك من أجل العناية الطبية المتخصصة، ويستلزم الطفل في هذه الحالة البقاء تحت المراقبة المستمرة في غرفة العناية المركزة.

### العلاج التلطيفي
يهدف العلاج التلطيفي إلى تقليل أعراض المرض وأية مضاعفات قبل الجراحة التصحيحية، وذلك حتى يكون للطفل أكبر فرصة ممكنة في النجاة أثناء الجراحة. قد يشمل العلاج التلطيفي أيًا من الآتي:

#### الجراحات

##### الجراحات الصغرى
- القسطرة القلبية

تعتبر القسطرة القلبية من الجراحات طفيفة التوغل ويمكن من خلالها إجراء عدد من الجراحات الأخرى. ومن الشائع أن يتم عمل أي من العمليات التلطيفية التالية لمريض تبدل الشرايين الكبرى:
- - عملية راشكند لثقب الحاجز الأذيني بالبالون

في عملية ثقب الحاجز الأذيني بالبالون يتم إدخال قسطرة بالون من خلال وعاء دموي طرفي حتى يصل إلى الثقبة البيضوية أو ثقبة الحاجز الأذيني وبتم نفخ البالون لتوسيع فتحة الحاجز الأذيني صانعًا بذلك تحويلة قلبية تسمح بمرور كمية أكبر من الدم الأحمر المؤكسج إلى الدورة الدموية الجسدية.
- - عملية رأب الوعاء بالبالون

في عملية رأب الوعاء بالبالون يتم أيضًا إدخال قسطرة بالون وتستخدم لتوسيع الأوعية الدموية الضيقة مما يخفف من الخناق على سريان الدم ويقلل من حدوث قصور عضلة القلب.
- - عملية تركيب دعامة وعائية

في عملية الدعامة الوعائية يتم تركيب دعامة داخل الوعاء الدموي الذي تم توسيعه للتو بواسطة البالون لكي تحافظ على هذه التوسعة.
- - تصوير الأوعية الدموية

في عملية تصوير الأوعية الدموية يتم استخدام القسطرة القلبية في حقن مادة تباين داخل غرف القلب والأوعية الدموية، تسهل هذه العملية تصوير سريان الدم بوضوح خلال تخطيط صدى القلب، أو تصوير الصفة التشريحية للأوعية بوضوح عالي في تصوير الصدر بالآشعة السينية، التصوير بالرنين المغناطيسي أو التصوير المقطعي المحوسب (الآشعة المقطعية). ولهذا أهمية كبرى حيث يجب تخطيط الشرايين التاجية بشكل تام قبل الجراحة التصحيحية.

##### الجراحات المتوسطة
- بضع الصدر الأمامي اليساري
  - يستخدم في حال ربط الشريان الرئوي فقط
- بضع الصدر الجانبي اليساري
  - يستخدم لربط الشريان الرئوي عندما يلزم أيضًا إصلاح قوس الأبهر أو إصلاح تضيق الأبهر
- بضع الصدر الجانبي اليميني
  - يستخدم لعملية بلالوك-هانلون لثقب الجدار الأذيني

يمكن إجراء أي من هذه العمليات من خلال قطع جراحي بين الضلوع ويتم متابعة العملية من خلال تخطيط صدى القلب. وليست هذه العمليات في نفس شيوع عمليات القسطرة القلبية.

##### الجراحات الكبرى
- بضع القص (عمليات القلب المفتوح)
  - وتستخدم لربط الشريان الرئوي عندما يستلزم إجراء عمليات قلب مفتوح أخرى في نفس الوقت
  - عند إجراء عملية ثقب الحاجز الأذيني في نفس الوقت

مؤخرًا أصبح من النادر أن يتم إجراء أي من العمليات التلطيفية عن طريق بضع القص. ولكن على أي حال إذا استلزم بضع القص لسبب آخر فإنه يتم إجراء كافة العمليات المطلوبة سويًا في نفس المرة.

#### المتابعة والإدامة
*التنبيب الأنفي المعدي
		*تنبيب القصبة الهوائية، قناع الأكسجين، الشوكة الأنفية
		*السوائل الوريدية
		*القسطرة الشريانية
		*القسطرة الوريدية المركزية
		*شك الأصبع
		*مقياس ضغط الدم
		*قياس التأكسج
		*تخطيط كهربية القلب

#### الأدوية
*بروستاغلاندين PGE
		*المضادات الحيوية
		*مدرات البول
		*المسكنات
		*الغليكوزيدات القلبية
		*المهدئات

### العلاج التصحيحي
- عملية نيكايدوه
- عملية ليكومبت
- عملية راستيلي
- عمليات المبادلة الشريانية
- عملية جانتين

وهي المفضلة والأكثر شيوعًا لتصحيح تبدل الشرايين الكبرى اليميني. وفي الأحوال المثلى يتم إجراء هذه العملية ما بين اليوم الثامن والرابع عشر في العمر.
يتم إجراء هذه العملية عبر بضع القص وباستخدام ماكينة الالتفاف القلبي الرئوي. يحتاج الطفل لإجراء نقل دم قبل هذه العملية نظرًا لأن الشبكة الدموية داخل الماكينة تحتاج لأن تملأ بالدم. يتم في العملية قطع الشريانين الأبهر والرئوي، وفصل الشرايين التاجية من الشريان الأبهر وإعادة توصيلهم في الشريان الأبهر الجديد، قبل أن يتم تبديل الجزء العلوي من الشريان الرئوي بالجزء العلوي من الشريان الأبهر بعضهما بالبعض. تستغرق هذه الجراحة بما فيها التخدير والإنعاش بعد العملية حوالي من 6 إلى 8 ساعات.
- عملية المبادلة الأذينية

وتجرى في حال استحالة إجراء عملية جانتين، ولها نوعين : عملية سيننغ وعملية موستارد، وكلاهما يشتمل على طريقة لتوجيه الدم داخل الأذينين الأيمن والأيسر بحيث يتجه إلى الشريان الصحيح. عملية موستارد هي المفضلة منذ السبعينيات من القرن الماضي.
ما بعد العملية
يتم إدخال أنبوبين صدريتين من خلال فتحتين ضيقتين أسفل جرح بضع القص بعد انتهاء الجراحة التصحيحية وقبل انتهاء التخدير، وذلك لصرف السوائل من التجويف الصدري، حيث تدخل إحدى الأنبوبتين أمام القلب والأخرى وراؤه.
يعود المريض إلى العناية المركزة بعد العملية من أجل النقاهة والإدامة والملاحظة المستمرة. تستغرق فترة النقاهة حوالي أسبوعين في المتوسط وبعدها يتم نقل الطفل إلى غرفة العناية الانتقالية ومن ثم إلى قسم القلب بالمستشفى. يتم وضع الطفل على ملاءة مبردة وذلك لمنع الحمى والتي قد تلحق ضررًا بالمخ. لا يتم إغلاق القص في الحال لكي يتم منح مساحة كافية داخل التجويف الصدري لمنع الضغط الزائد عن القلب، والذي يتورم بشكل ملاحظ بعد العملية. لذا يتم إغلاق القص وجرح العملية بعد عدة أيام عندما يكون التورم قد زال.

### المتابعة
يقوم اختصاصي القلب بمتابعة الطفل بعد العملية بشكل دوري. وتتباعد الفترات بين مواعيد المتابعة الدورية بمرور الوقت. قد يتضمن فحص القلب تخطيط صدى القلب، تخطيط كهربية القلب، تخطيط توتر القلب هذا بالإضافة إلى الفحص السريري. قد يحتاج بعض المرضى إلى تناول بعض الأدوية في البيت والتي قد تتضمن مدرات البول (مثل الفوروسيميد أو السبيرونولاكتون) ، مسكنات مثل الباراسيتامول، غليكوزيدات قلبية مثل الديجوكسين، مضادات التخثر مثل الهيبارين أو الأسبيرين أو أدوية أخرى. يحتاج المريض لمضادات التخثر بصفة خاصة إذا كان قد قام بعملية الدعامة الوعائية.